# Dwergmeesastrild
De dwergmeesastrild (Pholidornis rushiae) of meeshylia is een soort uit het monotypische geslacht Pholidornis uit de familie Hyliidae.

## Kenmerken
De dwergmeesastrild is 8 cm lang, waarschijnlijk het kleinste vogeltje dat in Afrika voorkomt. De vogel is op de borst en op de kop bleek, roodbruin met dunne bruine streping op de kop. De onderkant van de borst en de stuit zijn helder geel en de poten zijn oranje gekleurd. Jonge vogels zijn doffer van kleur.

## Verspreiding en leefgebied
Er zijn vier ondersoorten:
- P. r. ussheri (Sierra Leone tot het zuidwesten van Nigeria)
- P. r. rushiae (Zuidoost-Nigeria tot Gabon)
- P. r. bedfordi (het eiland Bioko)
- P. r. denti (Zuidoost-Kameroen tot Oeganda, oosten van het Kongogebied en Noordwest-Angola)

De vogel komt voor in tropisch vochtig laaglandbos.

## Status
De dwergmeesastrild heeft een groot verspreidingsgebied en daardoor is de kans op de status  kwetsbaar (voor uitsterven) gering. De grootte van de populatie is niet gekwantificeerd, maar is waarschijnlijk stabiel. Om deze redenen staat de soort als niet bedreigd op de Rode Lijst van de IUCN.